# Adlullia guttulata
Adlullia guttulata är en fjärilsart som beskrevs av Pieter Cornelius Tobias Snellen 1886. Adlullia guttulata ingår i släktet Adlullia och familjen tofsspinnare. Inga underarter finns listade i Catalogue of Life.